# Кіркоп
Кіркоп (мальт. Ħal Kirkop) — село в південному регіоні Мальти. Він знаходиться неподалік міжнародного аеропорту Мальти і був заселений ще з доісторичних часів. Парафіяльний костел присвячений святому Леонарду. Футбольна команда села — Об'єднаний футбольний клуб «Кіркоп Юнайтед».

## Етимологія та населення

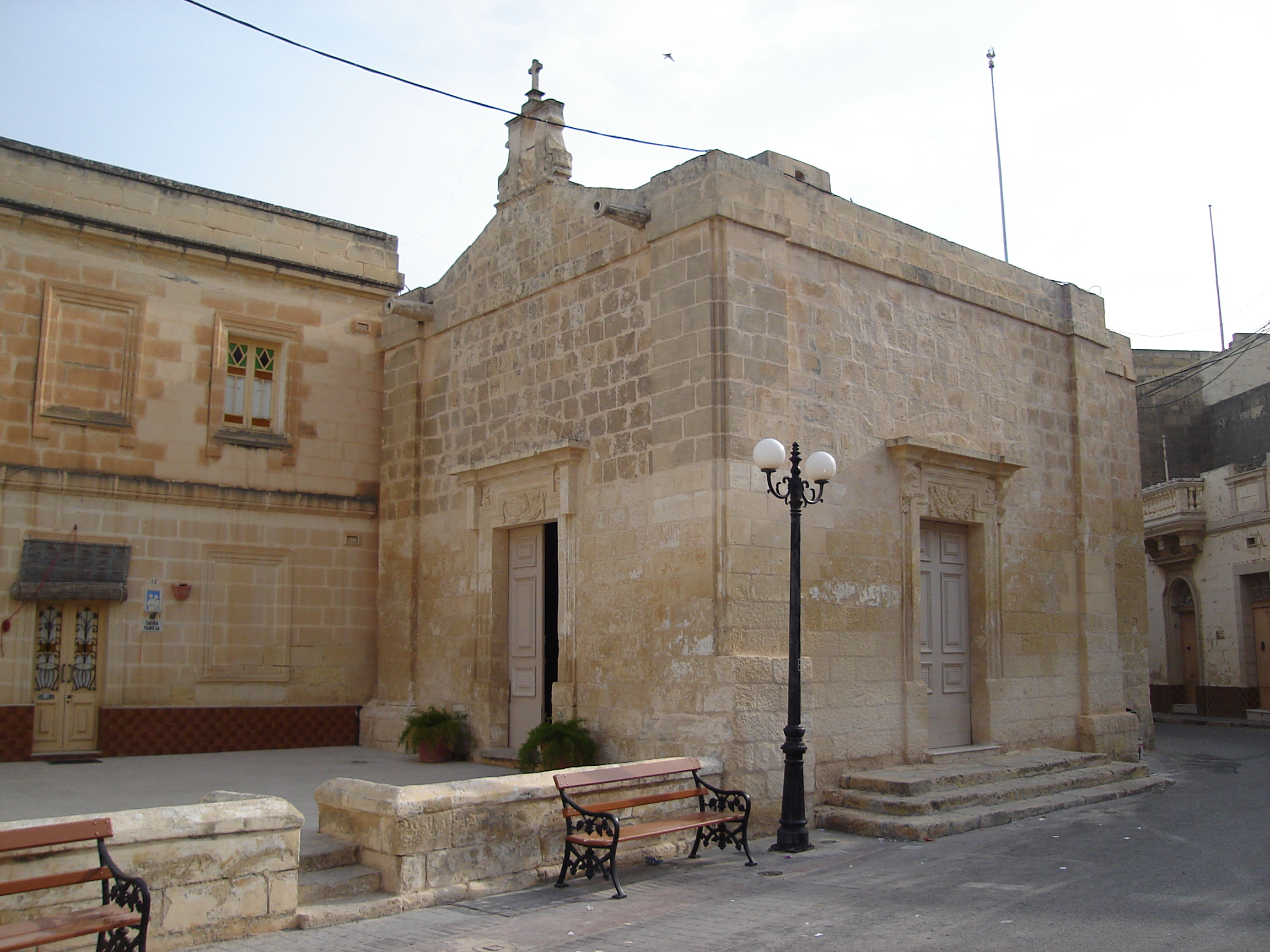
Благовіщенська церква

Первісна назва села була Касал Прокоп'ю, і вона взята з реєстрів мальтійського ополчення, яке існувало до правління Ордену Святого Іоанна. Протягом багатьох поколінь місцеве населення спотворювало оригінальну назву і було змінено на Кіркоп.
Назва села походить від прізвища багатої родини.

## Історія
Пунічні залишки катакомб знайдені навколо села Чал Кіркоп, деякі з них залишаються недослідженими, а їх дослідження було відкладено.
У 1969 році антрополог Джеремі Буассейн опублікував дослідження соціальної структури села у своїй книзі «Гал Фарруг: село на Мальті». Буасевен стверджує, що народ Чала Кіркопа жив у цьому районі протягом століть через його передбачуваний родовід який можна порівняти з давнім фінікійцем. Фінікійці окупували Мальтійські острови близько 700 року до н. е.
Чал Кіркоп був частиною більшої громади, як частина парафії Бір Міфтуґ, у середньовіччі до ранньомодерного періоду. Однак 29 травня 1592 року він був оголошений самостійною парафією.
У березні 2011 року в селі проживало 2260 осіб До березня 2014 року цей показник дещо зменшився до 2191 людини. У 2021 році населення зросло до 2527 осіб.

## Місця, будівлі та споруди
У Чал-Кіркопі можна знайти моноліт Менгір, який став символом села, і ряд палеохристиянських катакомб.
Інші сумнозвісні будівлі та споруди занесені до списку пам'яток, які включають: церква Благовіщення, парафіяльна церква Св. Леонарда, каплиця Св. Миколая на цвинтарі, хрестова колона (Іс-Саліб тад-Дейма) і кілька ніш, розкиданих по селу. Нижче рівня вулиці є два сховища часів Другої світової війни.
Є два оркестрових клуби, St. Leonard Band Club і St. Joseph Band Club, які використовуються як відпочинок.
Хал Кіркоп є домом для заводу STMicroelectronics, продукція якого становить 60 % національного експорту.

## Головні дороги Кіркопу
- Сафі Роуд(Triq Ħal Safi)
- Валлетта-роуд (Triq il-Belt Valletta)
- вулиця Мигдаль (Triq il-Lewżiet)
- Сенді-стріт (Triq ir-Ramlija)
- Третя осіння дорога (Triq It-Tielet Waqgha)
- вулиця Індустріальна (Triq l-Industrija)
- вулиця Святого Бенедикта (Triq San Benedittu)
- Вулиця кривавого поту (Triq l-Gharaq tad-Demm)
- вулиця Свтого Іоанна (Triq San Ġwann)
- вул. Святого Миколая (Triq San Nikola)
- вулиця Сент-Рокко (Triq Santu Rokku)
- дорога Таз-Зеббієг (Triq Taż-Żebbiegħ)

## Гуртки
- Клуб St Leonard's Band (L-Għaqda Mużikali San Leonardu)
- Клуб St Joseph Band (Soċjetà Mużikali San Ġużepp Ħal Kirkop)

## Зони в Кіркопі
- Бону ż-Żgħir
- Іль-Ґадір (озеро)
- Menħir Estate (Менгір Естейт)
- Таль-Афар
- Таль-Іблік
- Таль-Фієрес
- Тар-Робба
- Тас-Сієня

## Села-побратими
- Русе, Франція.[9]